# Johann von Neuberg

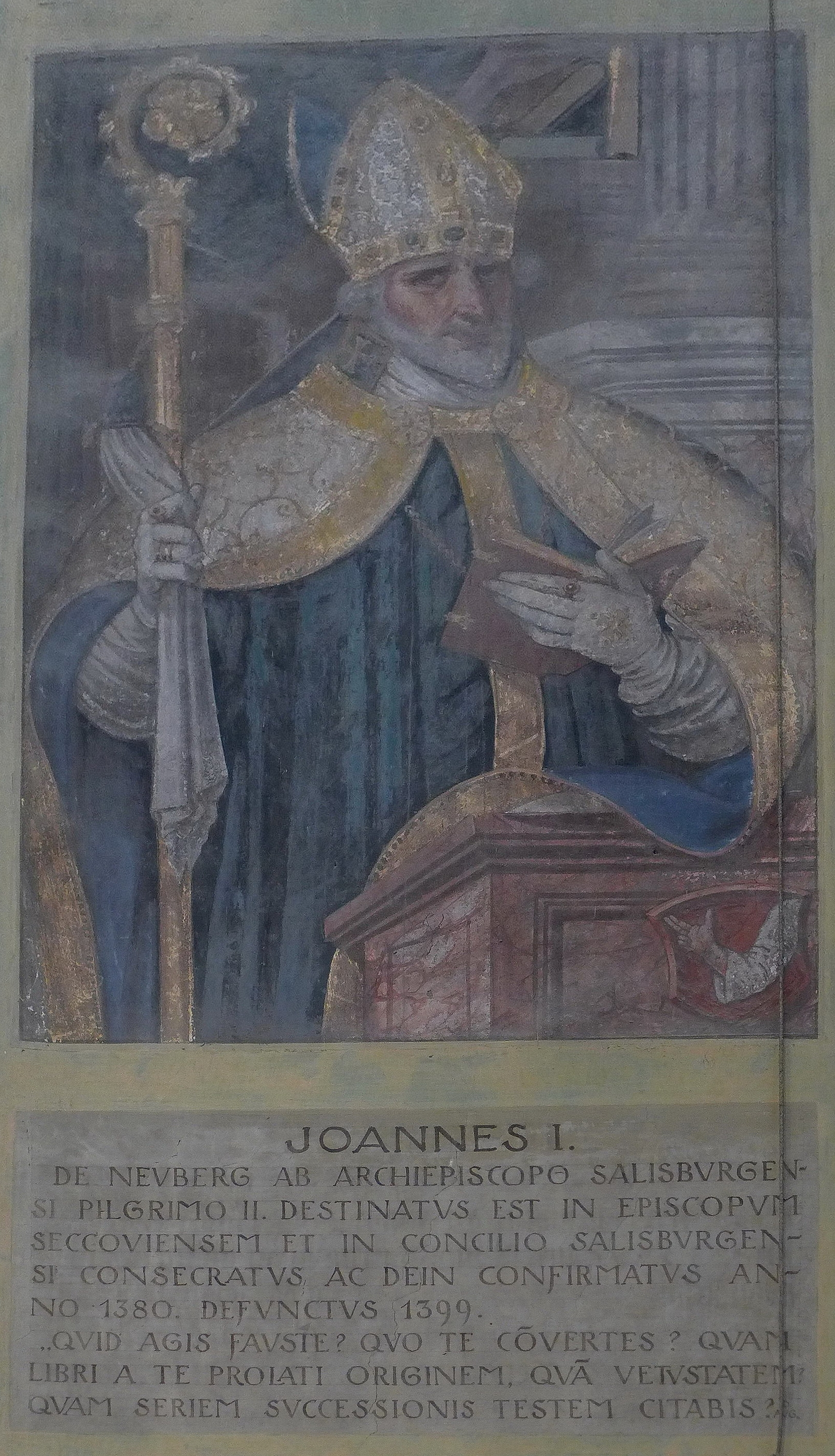
Halbfigurenportrait Bischof Johann I. von Neuberg, Basilika Seckau, Bischofskapelle (Darstellung um 1595)

Johann von Neuberg (* um 1330; † 11. Juni 1399) war als Johann I. Bischof von Seckau.
Johann von Neuberg entstammte einem steirischen Ministerialengeschlecht, das sich nach dem oststeirischen Schloss Neuberg bei Hartberg nannte. Der Salzburger Erzbischof Pilgrim II. von Puchheim war sein Onkel mütterlicherseits. Von 1354 bis 1360 war er Pfarrer von Hartberg, dann Diakon der Erzdiözese Salzburg, ab 1358 Bittsteller am päpstlichen Hof in Avignon im Gefolge von Graf Friedrich von Cilli, der dort als Gesandter des ungarischen Königs Ludwig I. und des österreichischen Herzogs Albrecht II. weilte. Johann von Neuberg studierte danach in Padua kanonisches Recht und wurde 1359 zum Priester geweiht. Gefördert von seinem Onkel, dem Salzburger Erzbischof, wurde er von 1376 bis 1380 Domherr von Passau und von 1371 bis 1385 Pfarrer von Laufen.
Nach dem Tod des Seckauer Bischofs Ulrich von Weißeneck wurde Johann von Neuberg zu dessen Nachfolger ernannt. Papst Gregor XI. bestellte jedoch Augustin Münzmeister von Breisach, obwohl das Besetzungsrecht dem Erzbischof zustand. Ein darauf folgender Rechtsstreit wurde gegen Johann von Neuberg entschieden. Erzbischof Pilgrim versuchte nun, seinem Neffen das Bistum Gurk zu verschaffen, jedoch unterlag er dort dem Kandidaten von Herzog Albrecht, Johann von Mayrhofen, der wiederum gegen den Willen des Erzbischofs durchgesetzt wurde.
Nach dem Tod Bischof Münzmeister von Breisachs wurde Johann erneut zum Seckauer Bischof ernannt und am 14. April 1380 geweiht. Im großen Schisma stand Bischof Johann mit dem Salzburger Erzbischof auf Seiten Avignons.
Bischof Johann beglich die Schulden seines Vorgängers und ließ die Burg Seggau bei Leibnitz ausbauen, wo er sich zumeist aufhielt. In den letzten Regierungsjahren war er meist kränklich, wodurch ihm ein Koadjutor, wahrscheinlich in Person seines Nachfolgers Friedrich von Perneck, zur Seite gestellt wurde. Johann resignierte als Bischof, verstarb jedoch kurze Zeit darauf am 11. Juni 1399 und wurde im Dom von Seckau beigesetzt.